# Verlin
Verlin est une commune française située dans le département de l'Yonne en région Bourgogne-Franche-Comté. Ses habitants sont appelés les Verlinois.

## Géographie
Verlin est distant de 48 km d'Auxerre au sud, 30 km de Sens au nord, 20 km de Joigny et 14 km de Courtenay à l'ouest.
La commune s'étale des deux côtés de la vallée du ru d'Ocq, affluent de l'Yonne dans laquelle il se jette à Saint-Julien-du-Sault. L'habitat est dispersé entre plusieurs hameaux. Outre le chef-lieu de commune regroupant l'église Notre-Dame et la mairie, les principaux hameaux sont la Huronnerie et les Marinières (Nord), la Jardinerie et la Mi-voie (Est), la Huraudière et les Martins (Sud), les Blins (Sud-Est) et les Favereaux (Ouest).
La commune de Verlin est traversée par la route départementale 107 qui mène de Saint-Julien-du-Sault vers Courtenay. L'échangeur entre les autoroutes A6 (Paris-Lyon) et A19 (reliant Sens et la A5 à Artenay et la A10) est à 14 km à l'ouest.

### Communes limitrophes
dans le diagramme qui suit, les distances sont données à vol d'oiseau

### Climat
Pour des articles plus généraux, voir Climat de la Bourgogne-Franche-Comté et Climat de l'Yonne.
En 2010, le climat de la commune est de type climat océanique dégradé des plaines du Centre et du Nord, selon une étude du Centre national de la recherche scientifique s'appuyant sur une série de données couvrant la période 1971-2000. En 2020, Météo-France publie une typologie des climats de la France métropolitaine dans laquelle la commune est exposée à un climat océanique altéré et est dans la région climatique  Nord-est du bassin Parisien, caractérisée par un ensoleillement médiocre, une pluviométrie moyenne régulièrement répartie au cours de l’année et un hiver froid (3 °C). 
Pour la période 1971-2000, la température annuelle moyenne est de 10,9 °C, avec une amplitude thermique annuelle de 15,6 °C. Le cumul annuel moyen de précipitations est de 745 mm, avec 12 jours de précipitations en janvier et 7,8 jours en juillet. Pour la période 1991-2020, la température moyenne annuelle observée sur la station météorologique de Météo-France la plus proche, « Cudot_sapc », sur la commune de Cudot à 5 km à vol d'oiseau, est de 11,7 °C et le cumul annuel moyen de précipitations est de 765,6 mm. 
La température maximale relevée sur cette station est de 42 °C, atteinte le 25 juillet 2019 ; la température minimale est de −13 °C, atteinte le 20 décembre 2009,,. 
Les paramètres climatiques de la commune ont été estimés pour le milieu du siècle (2041-2070) selon différents scénarios d'émission de gaz à effet de serre à partir des nouvelles projections climatiques de référence DRIAS-2020. Ils sont consultables sur un site dédié publié par Météo-France en novembre 2022.

## Urbanisme

### Typologie
Au 1er janvier 2024, Verlin est catégorisée commune rurale à habitat dispersé, selon la nouvelle grille communale de densité à sept niveaux définie par l'Insee en 2022.
Elle est située hors unité urbaine. Par ailleurs la commune fait partie de l'aire d'attraction de Saint-Julien-du-Sault, dont elle est une commune de la couronne,. Cette aire, qui regroupe 3 communes, est catégorisée dans les aires de moins de 50 000 habitants,.

### Occupation des sols
L'occupation des sols de la commune, telle qu'elle ressort de la base de données européenne d’occupation biophysique des sols Corine Land Cover (CLC), est marquée par l'importance des territoires agricoles (69,8 % en 2018), une proportion identique à celle de 1990 (69,8 %). La répartition détaillée en 2018 est la suivante : 
terres arables (58,7 %), forêts (30,2 %), zones agricoles hétérogènes (11,1 %). L'évolution de l’occupation des sols de la commune et de ses infrastructures peut être observée sur les différentes représentations cartographiques du territoire : la carte de Cassini (XVIIIe siècle), la carte d'état-major (1820-1866) et les cartes ou photos aériennes de l'IGN pour la période actuelle (1950 à aujourd'hui).

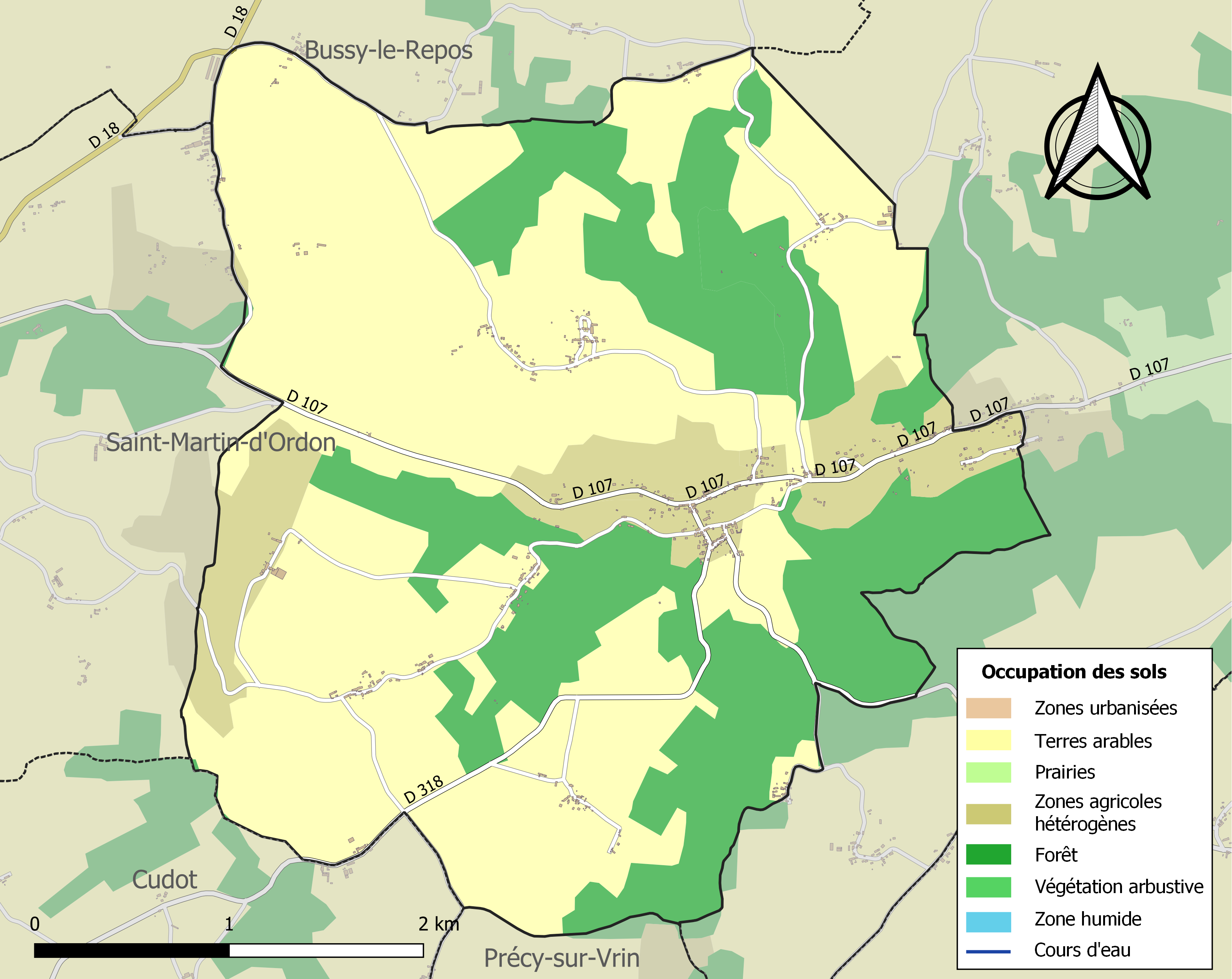
Carte des infrastructures et de l'occupation des sols de la commune en 2018 (CLC).

## Toponymie
Le nom de Verlin vient de Villanus (Vilain) qui apparaît à la fin du XIIe siècle et impliquait la dépendance d'un homme vis-à-vis d'un seigneur et le distinguait aussi du bourgeois ou du serf. Villanus a évolué en Vellanum (1265), velleun (1454) pour devenir Verlin.

## Histoire
Verlin était un hameau de Saint-Julien-du-Sault mais le chemin pour aller à l'église de Saint julien étant souvent impraticable, Guillaume de Brosse, archevêque de Sens et seigneur de saint julien du Sault sur le territoire de son chapitre, fonda la paroisse de Verlin en 1265. Verlin dépendait directement du bailli de Saint-Julien-du-Sault pour la justice.
Dès le 13e siècle Verlin possédait deux fiefs celui de Laumont et celui de Beaujeu. En contrepartie, les seigneurs de ces fiefs devaient administrer le château de Vauguillain. Le dernier gouverneur de Vauguillain fut le sieur de Fonfrède qui possédait le fief de Laumont.
Le censier archiépiscopal de 1521-1522 fournit un visage précis et détaillé des lieux. Le prélat possède la quasi-totalité des censives du finage. Le curé, qui dispose d'un presbytère, vit auprès de son église, du cimetière, de la fontaine et de la place où on ne dénombre que huit maisons, Autant dire que la quasi-totalité des 160 censitaires vit dans des fermes isolées (35 ?) éparpillées sur le finage. Les chemins principaux ne se donnent pas la peine de passer par l'église : grand chemin de Joigny à Courtenay (passant par Les Martins), grand chemin de Saint-Julien-du-Sault à Courtenay (passant par Les Brossiers). Certes, d'autres grands chemins vont de Verlin à Cudot (par les Martins), Précy, au château de Saint-Julien (par Saulquelx) Bussy et Saint-Martin-d'Ordon, mais il s'agit de simples dessertes de voisinage. On ne dénombre que deux artisans en vie (un forgeron, un meunier) et deux décédés (un maréchal et un maçon).
En 1840 a été trouvé sur la commune de Verlin une assez grande quantité de pièces de monnaie en argent au nom de Henri III, Charles IX et Henri IV avec d'un côté les armes de France et de l'autre une grande croix avec une fleur de lys aux extrémités.
En 1918, l’élection du maire au bénéfice de l'âge, présenté par le parti radical, défraya la chronique journalistique car il ne savait ni lire ni écrire.
En novembre 1911, Monsieur Chétif, maire de Verlin, après 1 mois de suspension et plusieurs mises en demeure fut révoqué car il refusait d'appliquer la loi d'avril 1910 sur les retraites ouvrières qui rendait obligatoire la tenue de registres en mairie.

## Pierre de légende

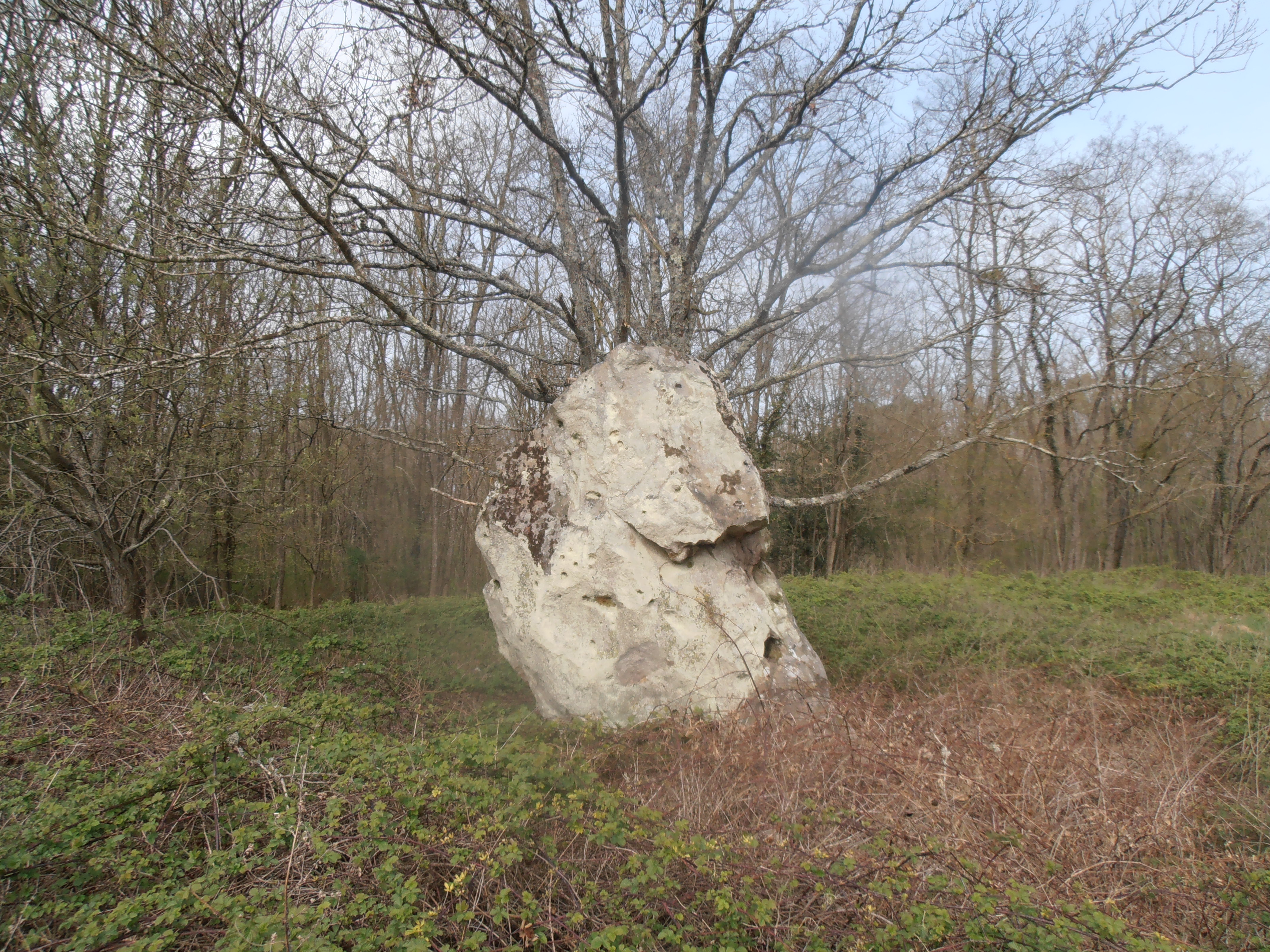
Menhir des Pommesoies

En 1853 l'abbé Désiré Lemoine, curé de Verlin, écrit à son supérieur hiérarchique, le curé-doyen Girard, de Saint-Julien-du-Sault faisant référence au hameau des Guillots et à ses pierres "animées" : « dans ce village un chasseur distingué tira plus de trente coups de fusil sur un lièvre boiteux et, quand il voulut mettre la main dessus pour le prendre, le lièvre s'avisa de parler comme un homme. C'est encore là que l'on voit, pendant la messe de minuit, la terre s'entrouvrir et que l'on aperçoit un trésor qui ferait la fortune de tout le monde, si on pouvait s'en emparer… ».

## Politique et administration
| Période | Période | Identité               | Étiquette | Qualité |
| ------- | ------- | ---------------------- | --------- | ------- |
| 1944    | 1945    | Albert Saulet          |           |         |
| 1945    | 1959    | Maurice Haudecœur      |           |         |
| 1959    | 1965    | Octave Naniter         |           |         |
| 1965    | 1971    | Georges Garceau        |           |         |
| 1971    | 1986    | Raymond Binet          |           |         |
| 1986    | 1996    | Georges Husquin        |           |         |
| 1996    | 2008    | Odile Dubreucq         |           |         |
| 2008    |         | Gilles-Maxime-Poiblanc |           |         |

## Démographie
L'évolution du nombre d'habitants est connue à travers les recensements de la population effectués dans la commune depuis 1793. Pour les communes de moins de 10 000 habitants, une enquête de recensement portant sur toute la population est réalisée tous les cinq ans, les populations de référence des années intermédiaires étant quant à elles estimées par interpolation ou extrapolation. Pour la commune, le premier recensement exhaustif entrant dans le cadre du nouveau dispositif a été réalisé en 2008.

En 2022, la commune comptait 407 habitants, en évolution de −6,44 % par rapport à 2016 (Yonne : −1,95 %, France hors Mayotte : +2,11 %).
| 1793 | 1800 | 1806 | 1821 | 1831 | 1836 | 1841 | 1846 | 1851 |
| ---- | ---- | ---- | ---- | ---- | ---- | ---- | ---- | ---- |
| 479  | 451  | 466  | 440  | 498  | 526  | 573  | 613  | 679  |

| 1856 | 1861 | 1866 | 1872 | 1876 | 1881 | 1886 | 1891 | 1896 |
| ---- | ---- | ---- | ---- | ---- | ---- | ---- | ---- | ---- |
| 664  | 649  | 665  | 707  | 673  | 610  | 628  | 562  | 544  |

| 1901 | 1906 | 1911 | 1921 | 1926 | 1931 | 1936 | 1946 | 1954 |
| ---- | ---- | ---- | ---- | ---- | ---- | ---- | ---- | ---- |
| 526  | 499  | 491  | 437  | 420  | 427  | 389  | 354  | 341  |

| 1962 | 1968 | 1975 | 1982 | 1990 | 1999 | 2006 | 2008 | 2013 |
| ---- | ---- | ---- | ---- | ---- | ---- | ---- | ---- | ---- |
| 319  | 265  | 250  | 287  | 284  | 325  | 403  | 425  | 434  |

| 2018 | 2022 | - | - | - | - | - | - | - |
| ---- | ---- | - | - | - | - | - | - | - |
| 415  | 407  | - | - | - | - | - | - | - |

## Lieux et monuments

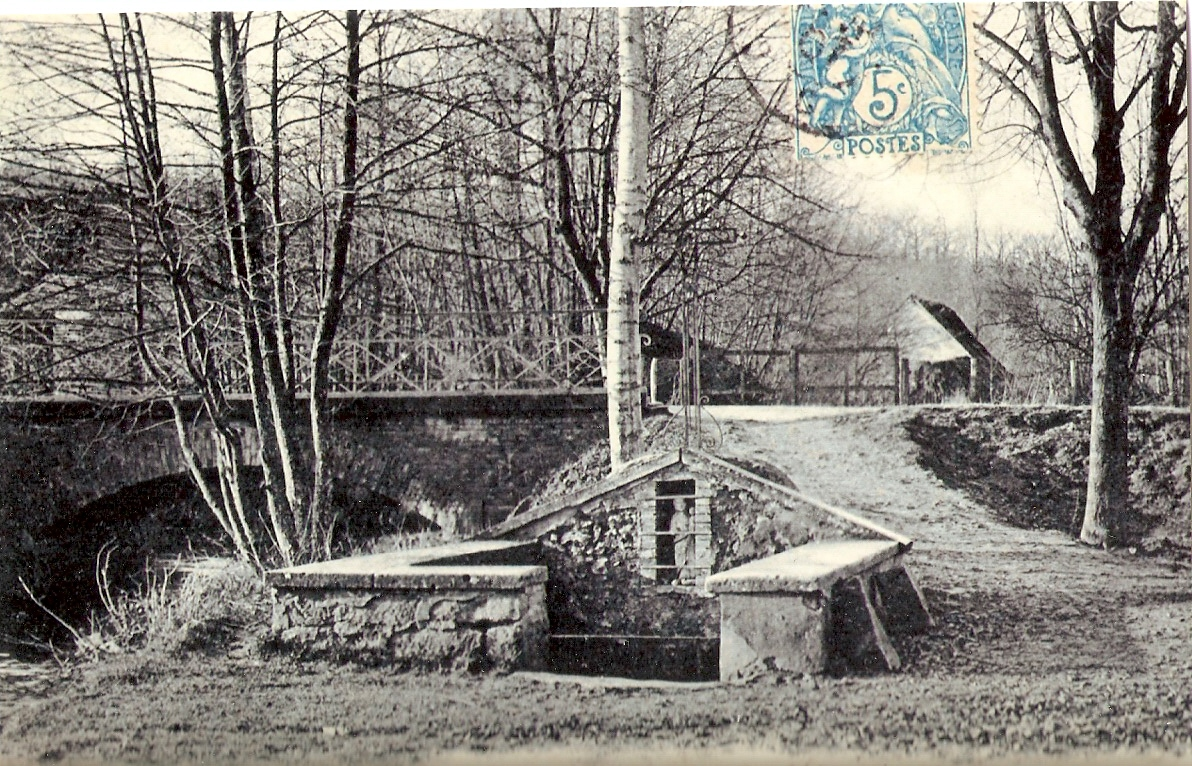
La fontaine et la vierge en bois

### La fontaine de la Vierge
Elle est située près de l’église et au bord du ru d’Ocq. Elle est entourée d’un muret surmonté d'une croix qui surplombe une niche qui abrite une œuvre de Philippe Makédonsky depuis que la vierge en bois, qui provenait de la chapelle de Vauguillain, a été volée en 1962. Un pèlerinage s'y déroule depuis le XIIIe siècle, le 25 mars pour la Solennité de l'Annonciation à Marie et le 8 septembre pour la Fête de la Nativité de Marie. Traditionnellement, après la messe, on bénissait la fontaine, puis, pour obtenir des guérisons, les linges des nourrissons étaient immergés puis bénis à l'église. Une coutume voulait qu'on plonge les enfants dans les eaux de la source à leur naissance pour les mettre sous la protection de la Vierge.

### L’église Notre-Dame de Verlin
Elle date du XVIIIe siècle et a été restaurée à la fin du XIXe siècle ; elle conserve d'origine sa porte d’entrée encadrée par deux colonnes à chapiteaux à feuilles d'acanthe. À l’intérieur de l’église, au-dessus du maître-autel, une vierge à l’Enfant légèrement déhanchée, dans le style du XIVe siècle. Les nombreux ex-voto témoignent des faveurs obtenues de la statue de Notre-Dame.
De retour du conclave de 1669 ou il avait accompagné l’Archevêque de Sens Paul d'Albert de Luynes, Louis-Mathias de Barral fut nommé par ce dernier archidiacre de Sens le 6 décembre 1777.
Dès mai 1778, il commence, selon un rite défini à l'avance avec les curés la visite d'églises dépendant du grand archidiaconé de Sens.
Le matin du 24 aout 1778, il vient visiter l'église Notre-Dame-de-Verlin ou il est reçu par André Aubry le curé de la paroisse. Le procès-verbal rédigé sur un cahiers par le greffier Eustache Denys fait état de réparations à faire à la tour et au chœur, de l'absence de confessionnal et de banc, hormis des bancelles cassées et éparses. Il manque également une Chasuble violette, une verte et la blanche pour les fêtes solennelles a besoin d’être remplacée. Il est donc demandé au Marguillier d'acheter une chasuble blanche en soie, une violette et une verte, de faire faire un confessionnal, d'arranger les petits autels de la nef. Il est toutefois constaté qu'il y a un reliquat de 638 livres 17 sols 6 deniers pour les comptes 1776 et 1777 qui est mis au coffre.

## Photos

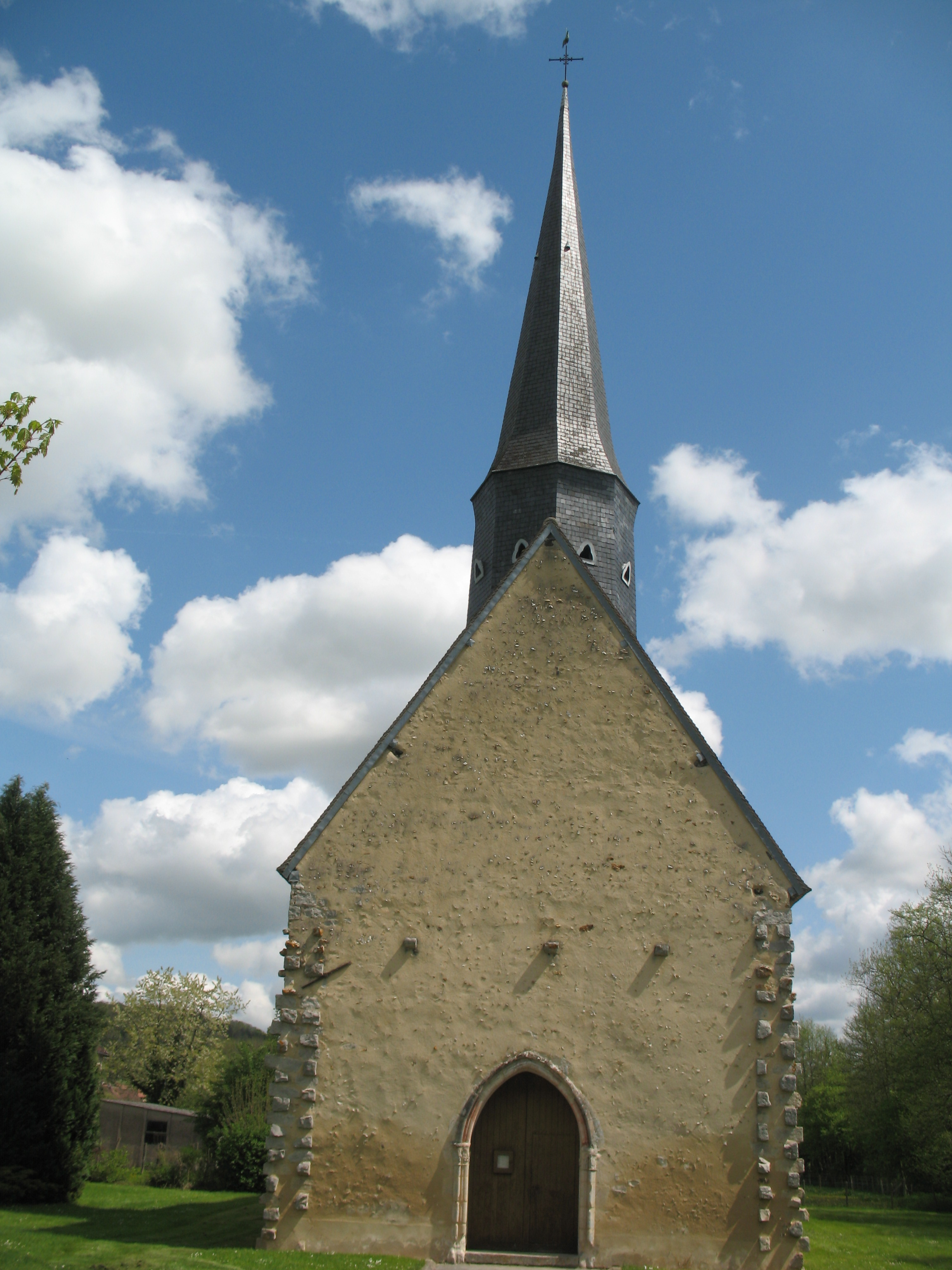
L’Église Notre-Dame
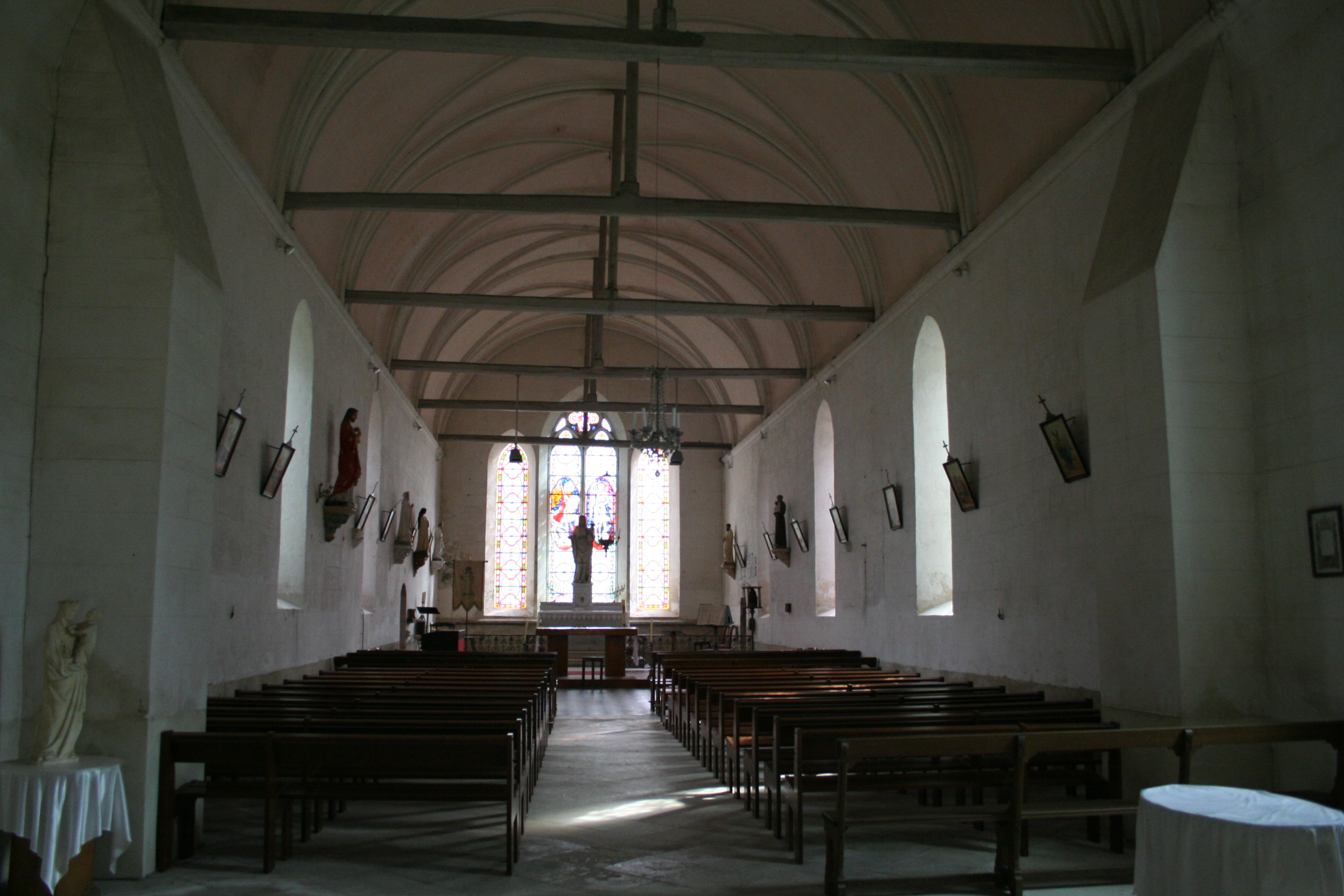
La nef de l'église
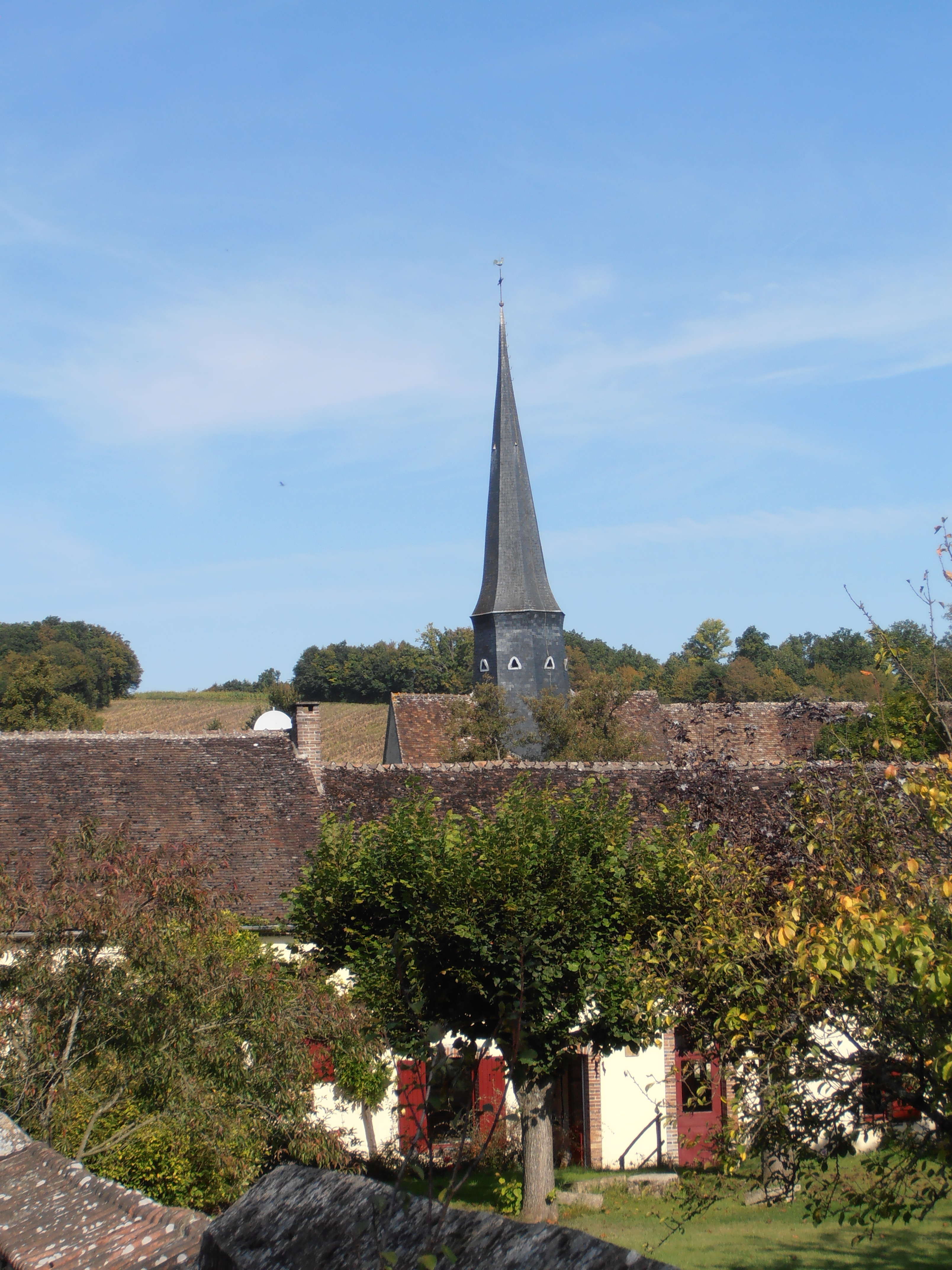
Le clocher de l’Église
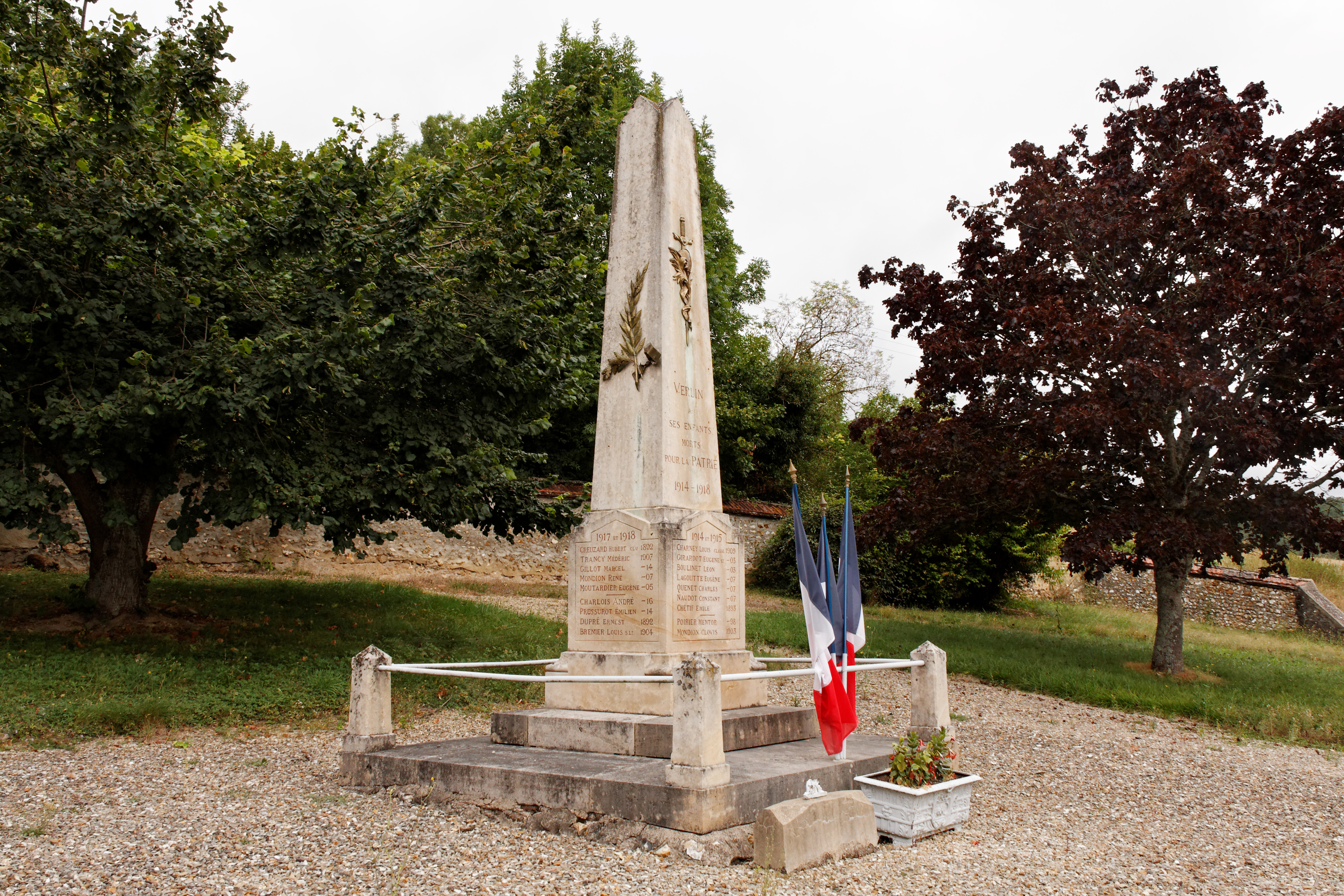
Le monument aux morts
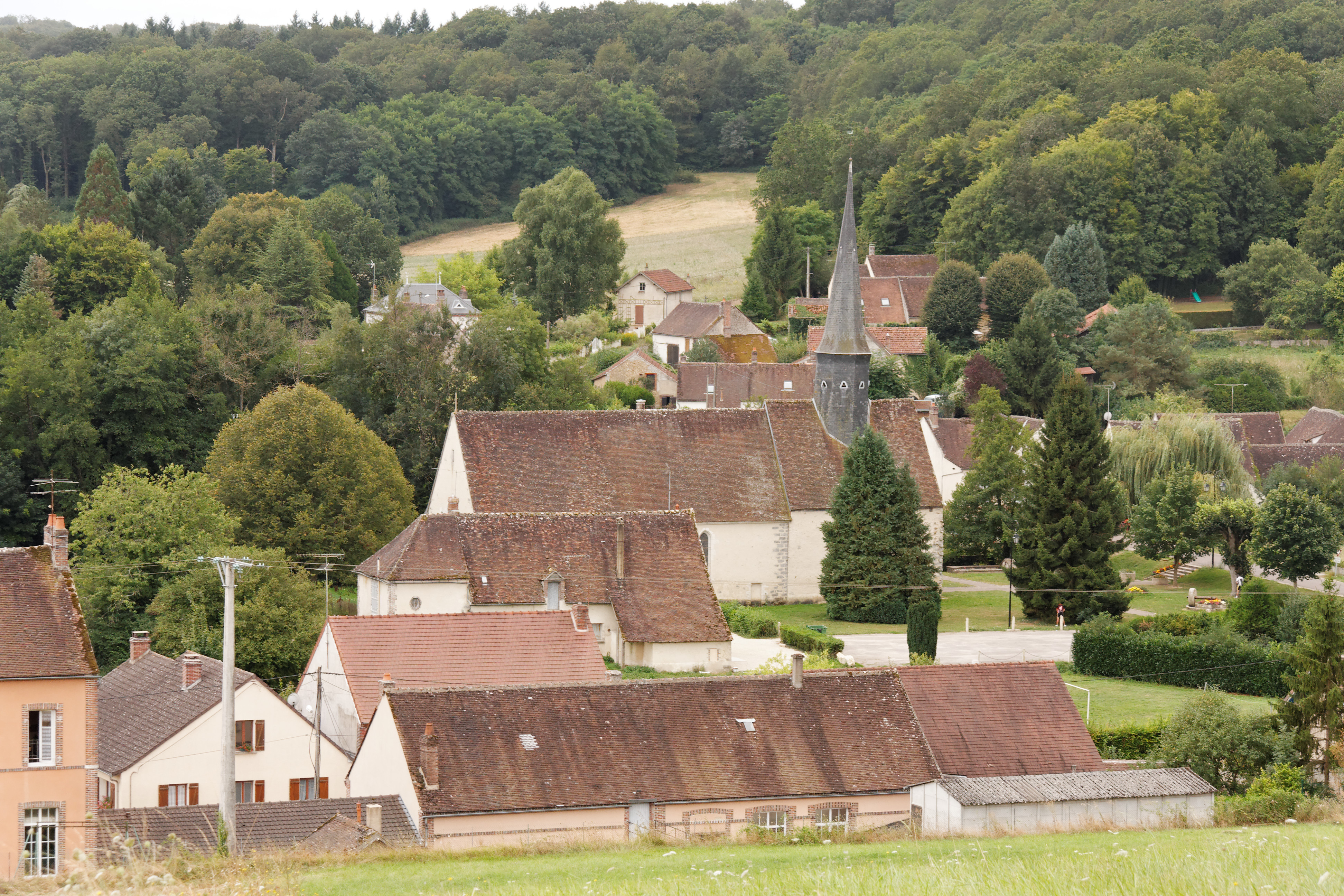
Le village vu du Nord
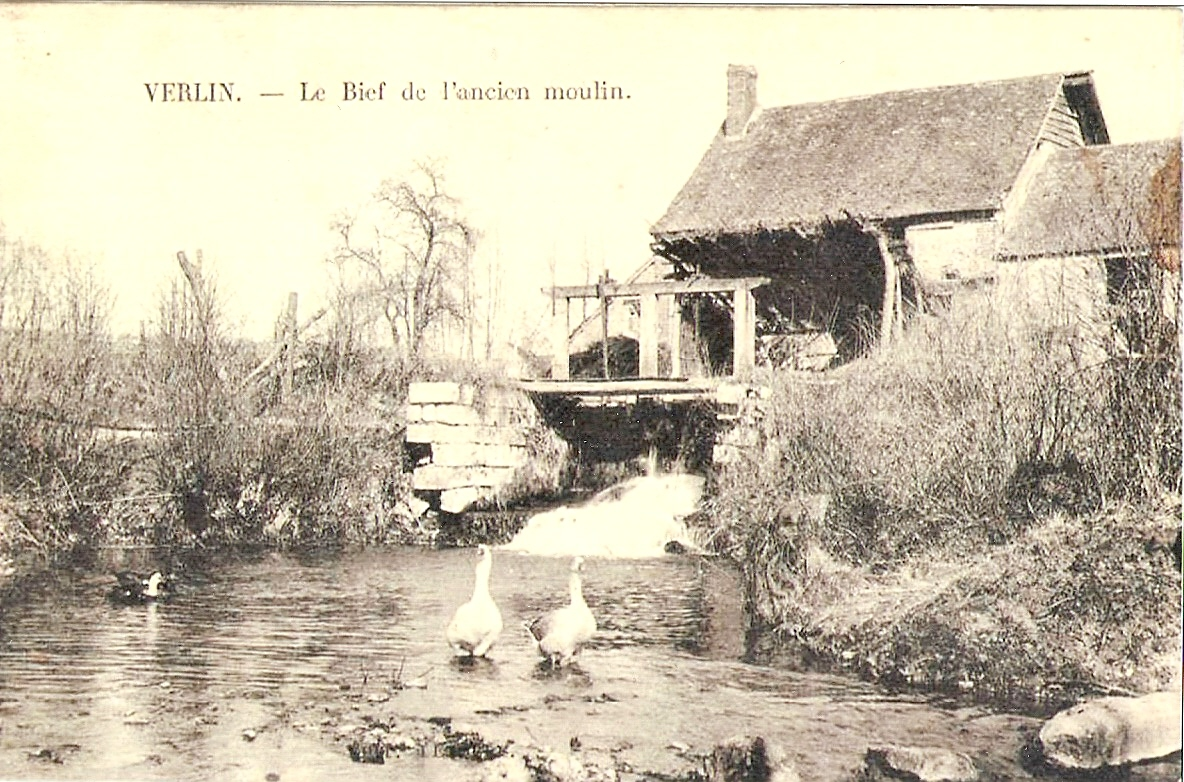
Le bief de l'ancien moulin
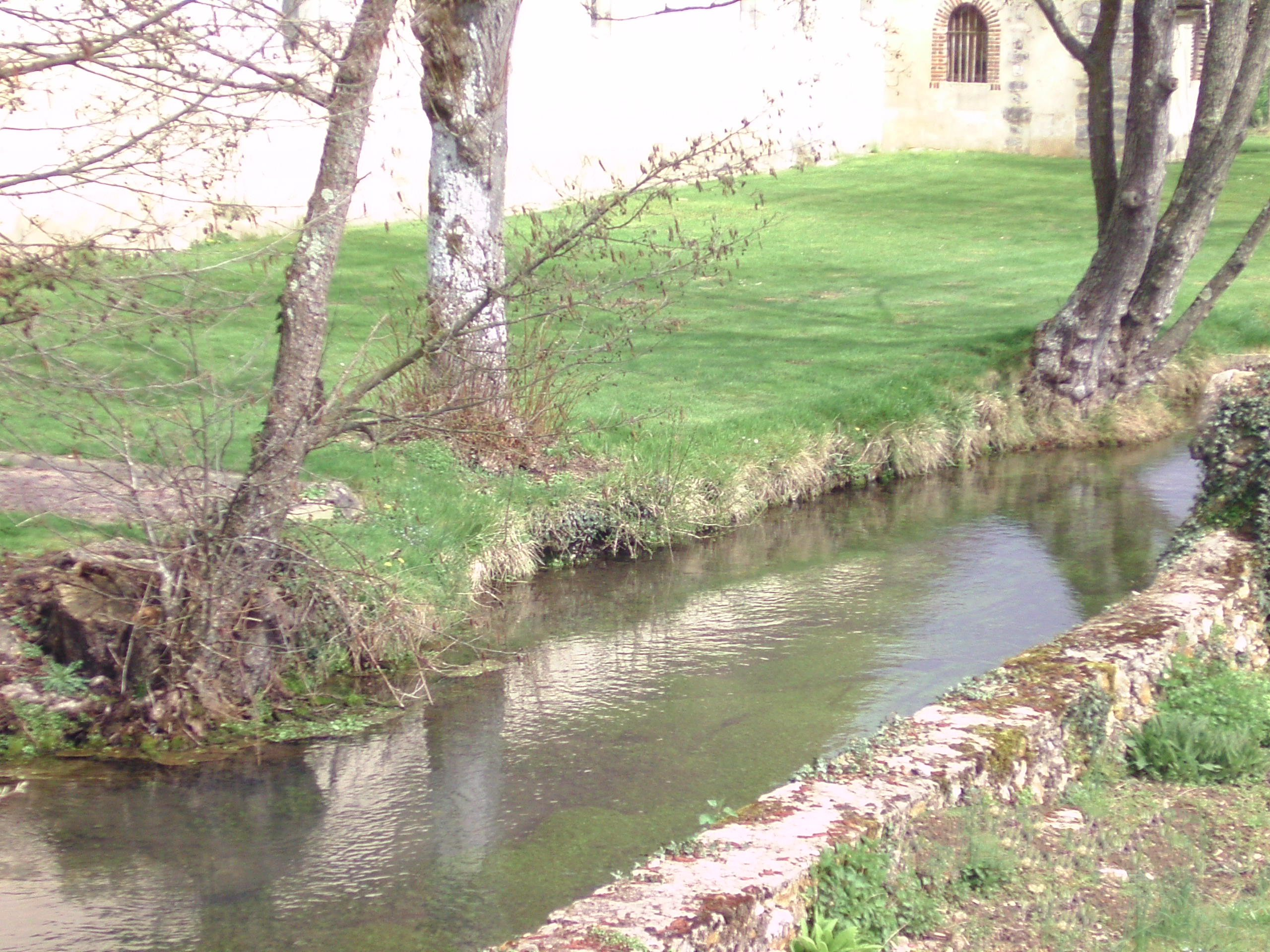
Le ruisseau d'Ocq
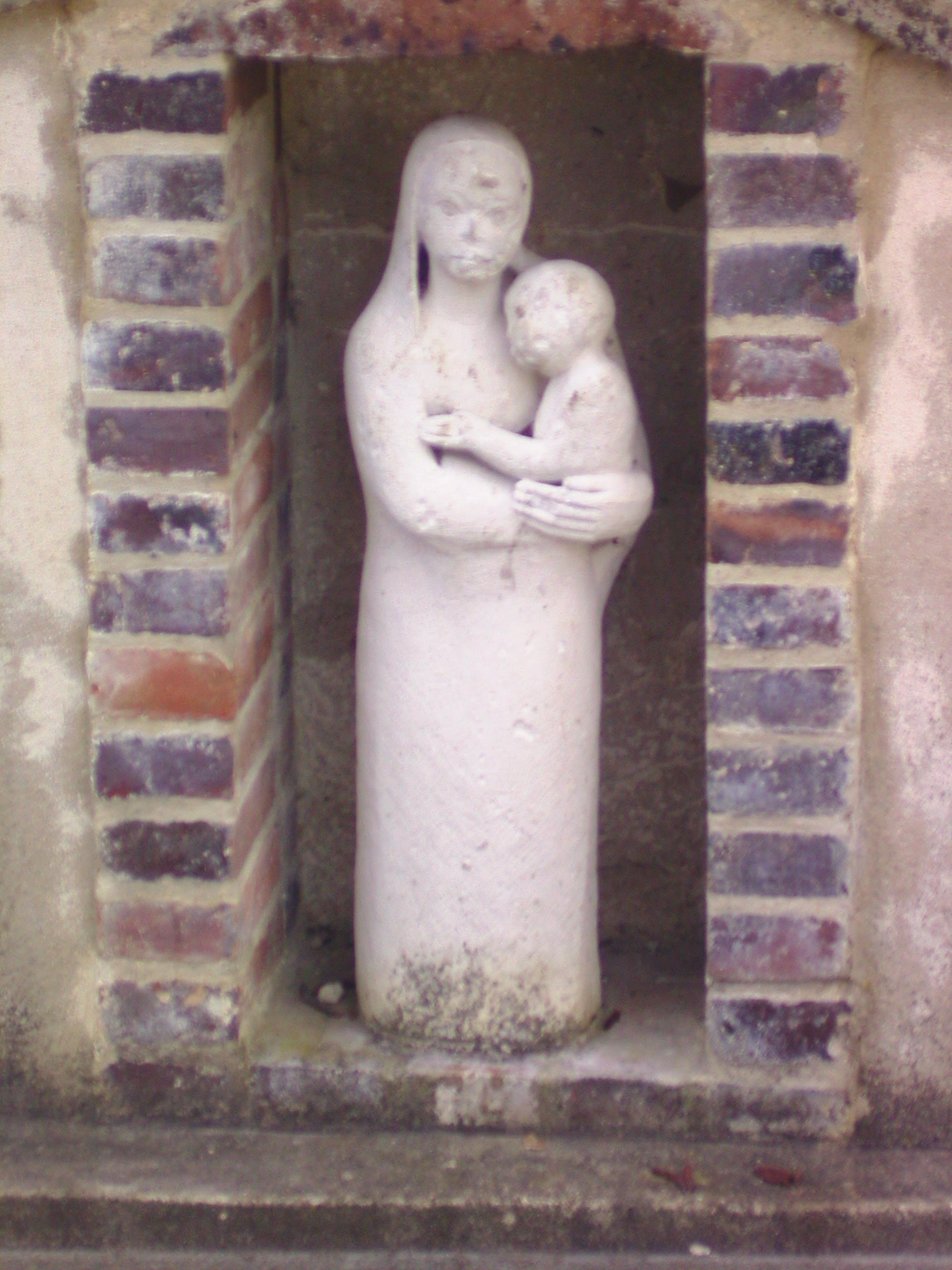
Sculpture de Makedonsky
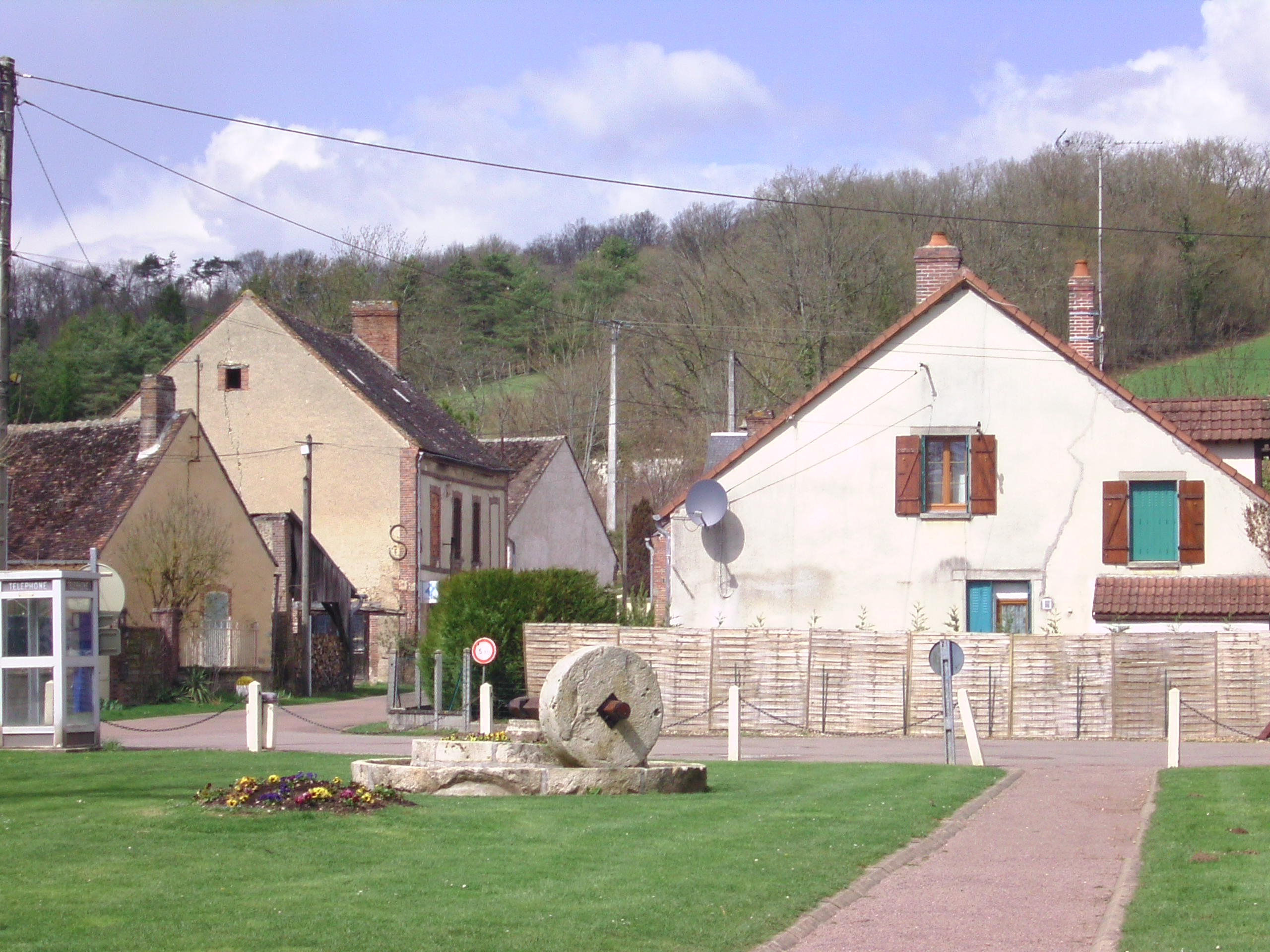
Le moulin à grains
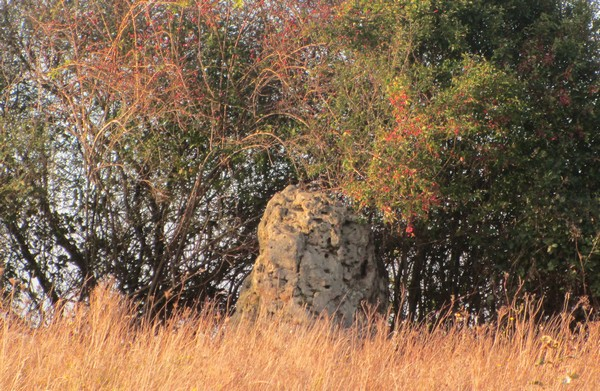
Le menhir du bout du bois

## Personnalités liées à la commune
- Jean Reno[réf. nécessaire]

## Pour approfondir